# سيزار بيكلمان
سيزار بيكلمان (20 ديسمبر 1922 – 1986) هو مبارز بالسيف برازيلي راحل، مثّل بلاده في الألعاب الأولمبية الصيفية 1952.

## روابط خارجية
سيزار بيكلمان على موقع أوليمبيديا (الإنجليزية)